# Gesetzgebende Versammlung von Macau
Die Gesetzgebende Versammlung von Macau (chinesisch 澳門立法會, Pinyin Àomén Lìfǎ Huì, Jyutping Ou3mun2 laap6faat3 wui5, portugiesisch Assembleia Legislativa de Macau) ist das Parlament und somit die Legislative der Sonderverwaltungszone Macau der Volksrepublik China. Entsprechend der Gemeinsamen Erklärung über die Macau-Frage haben die Bürger Macaus auch hinsichtlich der Legislative das Recht, völlig selbstständig über die Angelegenheiten ihres Gebietes zu entscheiden. De facto können die Bürger Macaus allerdings nur über die 14 direkt gewählten Sitze aktiv an der Gesetzgebung mitwirken.

## Geschichte
Die Geschichte parlamentarischer Organe in Macau reicht weit zurück, bereits ab 1784 tagte der Legislativrat im Leal-Senado-Gebäude. Unter der Politik des Estado Novo bestand weiterhin der Legislativrat, dessen Vorsitzender der Gouverneur war, welcher selbst gesetzgebende Gewalt hatte und der Legislativrat entsprechend eine schwache Stellung besaß. Nach einer Verwaltungsreform 1972 wurde der Legislativrat in Gesetzgebende Versammlung umbenannt; bis zur Portugiesischen Revolution 1976 bestand die Gesetzgebende Versammlung aus dem Gouverneur, einem vom Gouverneur ernannten Vertreter der chinesischen Bevölkerung, acht indirekt gewählten Interessenvertretern, deren Funktionen etwa denen der heutigen funktionellen Wahlkreisen entsprachen, und fünf direkt gewählten Abgeordneten. Demokratische Verhältnisse herrschten während der Zeit des Estado Novo allerdings trotz direkt gewählter Abgeordneter nicht, da die Nationale Union die einzige zugelassene Partei war und nur Portugiesen und Macanesen zur Wahl zugelassen waren, obwohl die Chinesen die Mehrheit der Bevölkerung stellten.
Nach der Nelkenrevolution 1974 wurde die bestehende Gesetzgebende Versammlung ausgesetzt und ein Beirat gegründet, der den Gouverneur in seiner Arbeit unterstützte. Aus diesem Beirat ging 1999 der Exekutivrat Macaus hervor, der mit dem Regierungschef von Macau heute die Regierung Macaus bildet.
Ab 1976 wurde die Macht des Gouverneurs mit der Wiedereinführung der Gesetzgebenden Versammlung etwas eingeschränkt, obwohl das Parlament trotzdem bis heute eine eher schwache Stellung behielt. Dieses 17 Sitze große Parlament bestand unter anderem aus sechs direkt gewählten Abgeordneten. Bei der ersten Wahl 1976 durften alle registrierten Bürger ab 21 Jahren teilnehmen. Damit konnte erstmals auch die chinesische Bevölkerungsmehrheit an der Politik mitwirken, obwohl die Mehrzahl der registrierten Bürger zunächst Portugiesen und Macanesen blieben. 1984 wurde das Wahlrecht geändert, sodass alle Einwohner ab 18 Jahren an den Wahlen teilnehmen konnten. Außerdem wurden durch steuerliche Vorteile mehr Einwohner dazu bewegt, sich registrieren zu lassen. Das führte dazu, dass die chinesische Bevölkerungsmehrheit das politische Geschehen mehr und mehr dominierte.
In den folgenden Legislaturperioden änderte sich die Gesamtzahl der Abgeordneten und das Verhältnis zwischen direkt gewählten Abgeordneten, vom Gouverneur ernannten Abgeordneten und indirekt in funktionellen Wahlkreisen gewählten Abgeordneten verschob sich mehrmals. Bei der letzten Wahl unter portugiesischer Souveränität 1996 wurden die Abgeordneten der 6. Legislaturperiode gewählt. Mit der Übertragung der Souveränität über Macau an die Volksrepublik China 1999 blieben die zuvor gewählten Abgeordneten grundsätzlich weiterhin im Amt, bis 2001 die erste Wahl unter chinesischer Souveränität stattfand. Die Rechnung der Legislaturperioden wurde mit der Übergabe 1999 neu begonnen. Obwohl die Abgeordneten überwiegend dieselben blieben, hieß die Legislativperiode von 1996 bis 1999 sechste Legislaturperiode (unter portugiesischer Souveränität) und von 1999 bis 2001 erste Legislaturperiode (unter chinesischer Souveränität). Einen Wechsel unter den Abgeordneten gab es mit der Übergabe 1999 zum einen durch das Ausscheiden von Edmund Ho, welcher erster Regierungschef Macaus wurde, – sein Sitz wurde in einer Nachwahl 1999 neu vergeben – und zum anderen in Form neuer ernannter Abgeordneter, da das Gouverneursamt entfiel und das Amt des Regierungschefs Macaus geschaffen wurde; der Regierungschef Macaus konnte neue Abgeordnete ernennen, nachdem die ernannten Abgeordneten des Gouverneurs mit dem Gouverneursamt wegfielen. Eine weitere Änderung gab es mit der Übergabe 1999 in Form einer neuen Parlamentspräsidentin.
Seit der Übertragung der Souveränität über Macau an die Volksrepublik China 1999 wurde die Gesamtzahl der Abgeordneten mehrmals erhöht und das Verhältnis zwischen direkt gewählten Abgeordneten, vom Gouverneur ernannten Abgeordneten und indirekt in funktionellen Wahlkreisen gewählten Abgeordneten verschob sich mehrmals.

## Zusammensetzung

### Wahlsystem
Seit der fünften Legislaturperiode nach der Parlamentswahl 2013 besteht die Gesetzgebende Versammlung aus 33 Sitzen. 14 Sitze werden in einer Verhältniswahl auf die antretenden Listen verteilt, eine Sperrklausel besteht dabei nicht. Die Daten werden für die drei Wahlbezirke Halbinsel Macau, Taipa und Coloane erfasst; bei der Parlamentswahl 2017 traten drei Parteien mit je zwei Wahllisten an. Weitere 12 Sitze werden über sogenannte funktionelle Wahlkreise gewählt, über die bestimmte berufliche und soziale Gruppen vertreten werden. Die übrigen sieben Sitze werden vom Regierungschef Macaus ernannt.

#### Funktionelle Wahlkreise
Äquivalent zum Legislative Council of Hong Kong werden auch in Macau Abgeordnete in funktionellen Wahlkreisen gewählt. Der Grund für die Einführung funktioneller Wahlkreise ist eine garantierte Repräsentierung verschiedener beruflicher oder gesellschaftlicher Gruppen. Die Repräsentierung verschiedener Gruppen ist jedoch kein Garant für Ausgewogenheit, so werden im funktionellen Wahlkreis des unternehmerischen Sektors vier Sitze vergeben, während im funktionellen Wahlkreis des Arbeitersektors nur zwei Sitze vergeben werden. Der unternehmerische Sektor ist somit überdurchschnittlich stark repräsentiert. Innerhalb eines funktionellen Wahlkreises sind ausgewählte Personen der beruflichen oder sozialen Gruppe stimmberechtigt, die in der Regel Organisationen oder Unternehmen vertreten. Bei der Parlamentswahl 2017 waren 18.854 Wähler in funktionellen Wahlkreisen als Einzelpersonen wahlberechtigt, 857 Stimmen lagen bei Organisationen als kollektiven Wählern. In einem funktionellen Wahlkreis können sich Interessenvertretungen der beruflichen oder sozialen Gruppe mit Wahllisten aufstellen lassen. Auf einer Wahlliste sollten so viele Kandidaten stehen wie Sitze im entsprechenden funktionellen Wahlkreis vergeben werden. De facto gibt es für jede berufliche oder soziale Gruppe genau eine etablierte Interessenvertretung, die die einzige Wahlliste in einem Wahlkreis aufstellt, sodass die Personen auf der Wahlliste ohne Konkurrenten in die Gesetzgebende Versammlung einziehen können. Bei der Parlamentswahl 2017 kam es im funktionellen Wahlkreis des professionellen Sektors 1 aber tatsächlich zu einer Wahl, da die União dos Interesses de Medicina de Macau gegen die etablierte União dos Interesses Profissionais de Macau antrat und einen der drei Sitze gewinnen konnte.
| Berufliche oder soziale Gruppe | Interessenvertretungen                                                                    | Sitze |
| ------------------------------ | ----------------------------------------------------------------------------------------- | ----- |
| Unternehmerischer Sektor       | - União dos Interesses Empresariais de Macau                                              | 4     |
| Arbeitersektor                 | - Comissão Conjunta da Candidatura das Associações de Empregados                          | 2     |
| Professioneller Sektor 1       | - União dos Interesses Profissionais de Macau - União dos Interesses de Medicina de Macau | 3     |
| Sozialdienst und Bildung       | - Associação de Promoção do Serviço Social e Educação                                     | 1     |
| Kultur und Sport               | - Associação União Cultural e Desportiva Excelente                                        | 2     |

#### Machtsicherung des Pro-Peking-Lagers über das Wahlsystem
Alle Interessenvertretungen in den funktionellen Wahlkreisen gelten als Teil des Pro-Peking-Lagers. Durch die Selektierung der Wahlberechtigten in den funktionellen Wahlkreisen über Unternehmen oder Organisationen ist eine an die Gesamtheit grenzende Mehrheit der Wahlberechtigten gut situiert und gehört zum Establishment, welches die chinatreue Haltung der Regierung Macaus trägt und somit zum Pro-Peking-Lager gehört. Die funktionellen Wahlkreise sind durch die indirekten Wahlen – falls überhaupt mehrere Interessenvertretungen in einem funktionellen Wahlkreis kandidieren – eine Untergrabung des politischen Einflusses der Bürger Macaus und eine Machtsicherung des Pro-Peking-Lagers. Durch die 12 Sitze, die in funktionellen Wahlkreisen gewählt werden, in Verbindung mit den 7 vom Regierungschef Macaus vergebenen Sitzen können die Bürger Macaus mit 14 direkt gewählten Sitzen nur eine Minderzahl der 33 Gesamtsitze tatsächlich frei wählen.

#### Änderung des Wahlsystems
Um das Wahlsystem beziehungsweise die Zusammensetzung der Gesetzgebenden Versammlung von Macau zu modifizieren, ist eine Zweidrittelmehrheit in der Gesetzgebenden Versammlung notwendig. Darüber hinaus muss der Regierungschef Macaus der Änderung zustimmen und der Ständige Ausschuss des Nationalen Volkskongresses muss über die Änderung informiert werden.

### Aktuelle Zusammensetzung
In der nachfolgenden Tabelle findet sich eine Übersicht, über welche Wahlverfahren die einzelnen Parteien beziehungsweise Interessenvertretungen oder parteilose Politiker in die Gesetzgebende Versammlung von Macau eingezogen sind. In den Spalten rechts der Parteienaufschlüsselung findet sich zudem eine Zusammenraffung der Parteien, Interessenvertretungen und parteilosen Politiker zu den beiden politischen Lagern beziehungsweise seit der Parlamentswahl 2017 zu der Gruppe der Unabhängigen, welche sich weder dem Pro-Peking-Lager noch dem Pro-Demokratie-Lager fest zugehörig fühlen, sondern sich in der politischen Mitte zwischen beiden Lagern sehen. Die Tabellendaten beziehen sich auf den aktuellen Stand nach der Parlamentswahl 2017.
| Wahlverfahren                  | Wahlkreis                      | Partei 2        | Parteisitze 2 | Politisches Lager    | Lagersitze | Sitze |
| ------------------------------ | ------------------------------ | --------------- | ------------- | -------------------- | ---------- | ----- |
| Funktionelle Wahlkreise        | Unternehmerischer Sektor       | OMKC            | 4             | Pro-Peking-Lager     | 28         | 33    |
| Funktionelle Wahlkreise        | Arbeitersektor                 | CCCAE           | 2             | Pro-Peking-Lager     | 28         | 33    |
| Funktionelle Wahlkreise        | Kultur und Sport               | União Excelente | 2             | Pro-Peking-Lager     | 28         | 33    |
| Funktionelle Wahlkreise        | Professioneller Sektor 1       | OMCY            | 2             | Pro-Peking-Lager     | 28         | 33    |
| Funktionelle Wahlkreise        | Professioneller Sektor 1       | UIMM            | 1             | Pro-Peking-Lager     | 28         | 33    |
| Funktionelle Wahlkreise        | Sozialdienst und Bildung       | APSSE           | 1             | Pro-Peking-Lager     | 28         | 33    |
| Ernennung durch Regierungschef | Ernennung durch Regierungschef | parteilos       | 7             | Pro-Peking-Lager     | 28         | 33    |
| Direkte Verhältniswahl         | Direkte Verhältniswahl         | ACUM 3          | 2             | Pro-Peking-Lager     | 28         | 33    |
| Direkte Verhältniswahl         | Direkte Verhältniswahl         | UMG             | 2             | Pro-Peking-Lager     | 28         | 33    |
| Direkte Verhältniswahl         | Direkte Verhältniswahl         | UPD             | 2             | Pro-Peking-Lager     | 28         | 33    |
| Direkte Verhältniswahl         | Direkte Verhältniswahl         | UPP             | 1             | Pro-Peking-Lager     | 28         | 33    |
| Direkte Verhältniswahl         | Direkte Verhältniswahl         | NUDM            | 1             | Pro-Peking-Lager     | 28         | 33    |
| Direkte Verhältniswahl         | Direkte Verhältniswahl         | ABL             | 1             | Pro-Peking-Lager     | 28         | 33    |
| Direkte Verhältniswahl         | Direkte Verhältniswahl         | Cívico          | 1             | Zentristen           | 1          | 33    |
| Direkte Verhältniswahl         | Direkte Verhältniswahl         | IDCM 4          | 2             | Pro-Demokratie-Lager | 4          | 33    |
| Direkte Verhältniswahl         | Direkte Verhältniswahl         | NE              | 1             | Pro-Demokratie-Lager | 4          | 33    |
| Direkte Verhältniswahl         | Direkte Verhältniswahl         | ANM 5           | 1             | Pro-Demokratie-Lager | 4          | 33    |

### Historische Zusammensetzung
Bei den historischen Zusammensetzungen der Gesetzgebenden Versammlung von Macau werden alle Legislaturperioden seit der Übertragung der Souveränität über Macau an die Volksrepublik China 1999 betrachtet. Formal betrachtet begann die erste Legislaturperiode nach heutiger Rechnung nicht mit der Parlamentswahl 1996, sondern erst mit der Übergabe an die Volksrepublik China 1999. Die Gesamtzahl der Sitze ist von der ersten bis zur heutigen, sechsten Legislaturperiode von 23 Sitzen um zehn Sitze auf 33 Sitze angewachsen. In allen Legislaturperioden hatte das Pro-Peking-Lager eine sichere Zweidrittelmehrheit im Parlament, das Pro-Demokratie-Lager hatte dabei nie mehr als vier Sitze. Den höchsten Sitzanteil mit 13,79 Prozent hatte das Pro-Demokratie-Lager in der vierten Legislaturperiode nach der Parlamentswahl 2009 mit vier zu 25 Sitzen. Bei der Parlamentswahl bekam auch die Partei Observatório Cívico einen Sitz, deren einzige Abgeordnete sich selbst zwischen beiden Lagern als Zentristin zieht.
| Legislaturperiode | Wahl | Mehrheit         | Mehrheitssitze | Mehrheitsart        | Minderheit           | Minderheitssitze | Sitze |
| ----------------- | ---- | ---------------- | -------------- | ------------------- | -------------------- | ---------------- | ----- |
| 1                 | 1996 | Pro-Peking-Lager | 22             | Zweidrittelmehrheit | Pro-Demokratie-Lager | 1                | 23    |
| 2                 | 2001 | Pro-Peking-Lager | 25             | Zweidrittelmehrheit | Pro-Demokratie-Lager | 2                | 27    |
| 3                 | 2005 | Pro-Peking-Lager | 26             | Zweidrittelmehrheit | Pro-Demokratie-Lager | 3                | 29    |
| 4                 | 2009 | Pro-Peking-Lager | 25             | Zweidrittelmehrheit | Pro-Demokratie-Lager | 4                | 29    |
| 5                 | 2013 | Pro-Peking-Lager | 29             | Zweidrittelmehrheit | Pro-Demokratie-Lager | 4                | 33    |
| 6                 | 2017 | Pro-Peking-Lager | 28             | Zweidrittelmehrheit | Pro-Demokratie-Lager | 4                | 33    |
| 6                 | 2017 | Pro-Peking-Lager | 28             | Zweidrittelmehrheit | Zentristen           | 1                | 33    |

#### Entwicklung der funktionellen Wahlkreise
Die funktionellen Wahlkreise für den unternehmerischen Sektor und den Arbeitersektor bestehen bereits seit der ersten Legislaturperiode nach der Übertragung der Souveränität über Macau an die Volksrepublik China 1999. Seitdem werden in den beiden funktionellen Wahlkreisen je vier beziehungsweise zwei Abgeordnete gewählt. Auch der funktionelle Wahlkreis für den professionellen Sektor 1 besteht bereits seit 1999; die Sitzanzahl, die in diesem Wahlkreis vergeben wird, hat sich seitdem allerdings geändert. Bereits in der zweiten Legislaturperiode nach der Parlamentswahl 2001 wurde die Sitzanzahl von einem Sitz auf zwei Sitze angehoben. Seit der fünften Legislaturperiode nach der Parlamentswahl 2013 werden in dem Wahlkreis drei Sitze vergeben. Bis zur vierten Legislaturperiode nach der Parlamentswahl 2009 existierte ein funktioneller Wahlkreis für Sozialdienst, Kultur, Bildung und Sport, welcher zwei Sitze in der Gesetzgebenden Versammlung von Macau besetzte. In der ersten Legislaturperiode nach der Übertragung der Souveränität über Macau an die Volksrepublik China 1999 wurde in diesem funktionellen Wahlkreis nur ein Abgeordneter gewählt. Zur Parlamentswahl 2013, mit der die fünfte Legislaturperiode begann, wurde der funktionelle Wahlkreis in einen zwei Sitze starken Wahlkreis für Kultur und Sport und einen ein Sitz starken Wahlkreis für Sozialdienst und Bildung aufgeteilt.
Somit gab es in der ersten Legislaturperiode nur acht in funktionellen Wahlkreisen bestimmte Abgeordnete in der Gesetzgebenden Versammlung von Macau, während in der zweiten Legislaturperiode die Anzahl durch eine Erhöhung in den funktionellen Wahlkreisen für Sozialdienst, Kultur, Bildung und Sport und für den professionellen Sektor um je einen Sitz anstieg, sodass die Gesamtzahl der in funktionellen Wahlkreisen gewählten Abgeordneten von acht auf zehn anstieg. Eine zweite Erhöhung der Gesamtzahl fand ab der fünften Legislaturperiode statt. Der funktionelle Wahlkreis des professionellen Sektors erhielt einen Sitz mehr. Außerdem wurde durch die Aufteilung des Wahlkreises für Sozialdienst, Kultur, Bildung und Sport mit zwei Sitzen in zwei funktionelle Wahlkreise mit je zwei beziehungsweise einem Sitz die Gesamtzahl abermals um einen Sitz erhöht, sodass die Gesamtzahl der in funktionellen Wahlkreisen gewählten Abgeordneten von zehn auf zwölf anstieg.

## Aufgaben
Die Hauptaufgabe der Gesetzgebenden Versammlung von Macau besteht darin, Gesetze zu erlassen, zu ändern sowie auszusetzen beziehungsweise aufzuheben. Gesetzesvorschläge können von der Regierung Macaus oder von Abgeordneten des Parlaments eingebracht werden. Zudem muss die Gesetzgebende Versammlung den Haushaltsplan der Regierung Macaus überprüfen und genehmigen. Außerdem ist es die Pflicht des Parlaments, Steuererhebungen und die Verschuldung der Regierung Macaus zu genehmigen. In der Gesetzgebenden Verfassung wird unter anderem über politische Ansprachen des Regierungschefs Macaus und über Fragen im Zusammenhang mit öffentlichen Interessen – Tagespolitik – debattiert. Auch Beschwerden von den Bürgern in der Sonderverwaltungszone Macau sollen von dem Parlament als Volksvertretung angenommen und diskutiert werden. An dieser Stelle ist es unter anderem die Aufgabe der Interessenvertretungen der beruflichen und sozialen Gruppen, Beschwerden aus den spezifischen Bevölkerungsgruppen in das Parlament zu tragen.
Anders als in parlamentarischen Regierungssystemen wird die Regierung beziehungsweise der Regierungschef nicht vom Parlament gewählt, sondern ähnlich wie in Hongkong von einem Wahlkomitee bestimmt. Seit 2009 ist die Gesetzgebende Versammlung allerdings auch befugt, das eigene Wahlsystem zu modifizieren. Dazu ist eine Zweidrittelmehrheit notwendig. Auch das Wahlsystem des Regierungschefs Macaus kann mit Zweidrittelmehrheit geändert werden; es könnte zum Beispiel ein allgemeines Wahlrecht für den Regierungschef Macaus eingeführt werden, sodass jeder Bürger in Macau das Oberhaupt der Regierung wählen kann. Dies ist jedoch aufgrund des schwachen Pro-Demokratie-Lagers unwahrscheinlich.
Eine weitere Möglichkeit der Einflussnahme auf den Regierungschef Macaus ist die Berechtigung des Parlaments, einen unabhängigen Untersuchungsausschuss durch den Vorsitzenden des Berufungsgerichts Macaus einzuberufen, welches etwaige Gesetzesverstöße des Regierungschefs Macaus untersuchen soll. Dem Antrag auf die Einsetzung eines solchen Untersuchungsausschusses muss ein Drittel des Parlaments zustimmen. Nach dem Zusammentragen von Beweisen kann das Absetzungsgesuch gegen den Regierungschef Macaus mit Zweidrittelmehrheit der chinesischen Regierung vorgelegt werden.
Die Gesetzgebende Versammlung von Macau kann durch den Regierungschef Macaus aufgelöst werden, nachdem das Parlament einen Gesetzesvorschlag oder einen Haushaltsentwurf der Regierung abgelehnt hat oder sich der Regierungschef Macaus auch nach einer zweiten Bestätigung mit Zweidrittelmehrheit weigert, ein vom Parlament unterzeichnetes Gesetz zu unterzeichnen. Ein Regierungschef darf in einer Amtszeit nur eine Auflösung des Parlaments vornehmen.

## Parlamentsgebäude

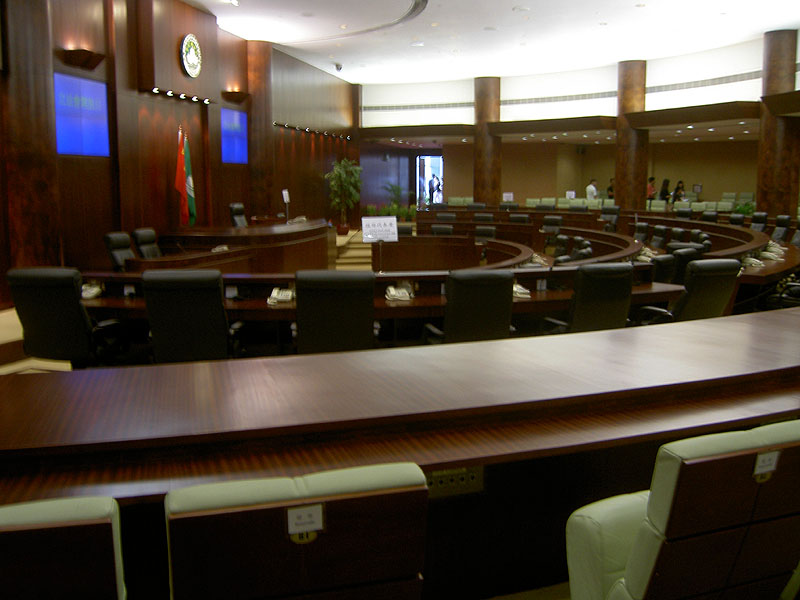
Plenarsaal der Gesetzgebenden Versammlung von Macau

Das Gebäude der Gesetzgebenden Versammlung von Macau (portugiesisch Prédio da Assembleia de Macau, chinesisch 澳門立法會大樓) beherbergt neben dem Parlament auch Büros der Regierung Macaus. Der Bau des Gebäudes wurde 1998 begonnen und 1999 fertiggestellt. Seitdem tagt das Parlament nicht mehr im Leal-Senado-Gebäude, sondern im heutigen Neubau, welcher sich direkt am Nam-Van-See im Stadtteil Sé auf der Halbinsel Macau befindet. Direkt neben dem Parlamentsgebäude befindet sich das Berufungsgericht.

## Parlamentspräsident
Der Gesetzgebenden Versammlung von Macau steht der Parlamentspräsident vor, welcher die Sitzungen der Gesetzgebenden Versammlung leitet. Er wird von den Mitgliedern der Gesetzgebenden Versammlung in jeder Legislaturperiode gewählt. Seit der fünften Legislaturperiode nach der Parlamentswahl 2013 ist Ho Iat Seng der União dos Interesses Empresariais de Macau Parlamentspräsident.

### Bisherige Parlamentspräsidenten
| Legislaturperiode | Wahl   | Amtsinhaber  | Partei 7 |
| ----------------- | ------ | ------------ | -------- |
| 1                 | 1996 8 | Susana Chou  | OMKC     |
| 2                 | 2001   | Susana Chou  | OMKC     |
| 3                 | 2005   | Susana Chou  | OMKC     |
| 4                 | 2009   | Lau Cheok Vá | CCCAE    |
| 5                 | 2013   | Ho Iat Seng  | OMKC     |
| 6                 | 2017   | Ho Iat Seng  | OMKC     |
| 6                 | 9      | Kou Hoi In   | OMKC     |